# Манон Леско
«Исто́рия кавале́ра де Гриё и Мано́н Леско́» (фр. Histoire du chevalier des Grieux et de Manon Lescaut), часто сокращённо «Мано́н Леско́» — роман французского писателя аббата Прево (1697—1763). Один из первых в истории литературы психологических романов.
После первой публикации в 1731 году в Голландии (VII том «Записок и приключений знатного человека, удалившегося от света», хотя они сюжетно и не связаны), роман вызвал оживлённую дискуссию. Несмотря на запрет во Франции, роман пользовался популярностью и ходил в списках. Во Франции книга была впервые выпущена в 1733 году с пометкой «Амстердам» (в действительности книга была напечатана в Руане; на титуле значилось: «сочинение г-на Д***»).
В издании, вышедшем в 1753 году, Прево убрал некоторые скандальные детали и добавил больше морализирующих оговорок.

## Сюжет

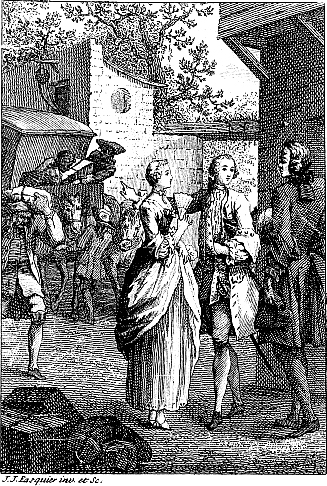
Встреча де Гриё и Манон Леско

Действие романа происходит во Франции в эпоху Регентства (1715—1723), для которой в целом характерны падение нравов аристократического общества и раскрепощение его представителей в проявлении любовных чувств. Повествование ведётся от имени благородного юноши по фамилии де Гриё, который рассказал историю своей жизни знатному человеку: «я записал его историю почти тотчас по прослушивании её и, следовательно, не должно быть места сомнениям в точности и верности моего рассказа».
Будучи семнадцати лет от роду, он заканчивает курс философских наук в коллеже Амьена. 
В семинарии, где он учится, у него есть преданный друг — Тиберж, тремя годами его старше. После успешной сдачи экзаменов (епископ даже предложил ему принять духовный сан) де Гриё собирается возвратиться к отцу, но встречает прекрасную незнакомку, только что приехавшую в город на дилижансе. Это Манон Леско, которую родители решили отправить против её воли в монастырь «с целью обуздать её склонность к удовольствиям». Де Гриё, будучи по натуре робким и застенчивым молодым человеком, безумно влюбляется в неё с первого взгляда и уговаривает девушку бежать с ним. Тиберж не одобряет намерений друга, но тот не слушает его увещеваний и тайно покидает с возлюбленной город в направлении Парижа, где они снимают меблированные комнаты. По словам юноши: «Намеренье обвенчаться было забыто в Сен-Дени; мы преступили законы церкви и стали супругами, нимало над тем не задумавшись». Однажды, вернувшись домой раньше обычного, де Гриё узнает об измене Манон с известным откупщиком, господином де Б…, который жил по соседству и по всей видимости, уже не впервые наносил девушке визит в его отсутствие. Вечером де Гриё слышит стук в дверь, открывает её и оказывается схвачен слугами отца, которым велено доставить «блудного сына» домой. В карете, где его сопровождает брат, он теряется в догадках: кто предал его, откуда отцу стало известно место его пребывания? Дома от отца он узнаёт, что это дело рук г-на де Б…, который, завязав отношения с Манон и узнав, кто её любовник, решает избавиться от соперника, и в письме к отцу доносит о распутном образе жизни юноши. Кавалер де Гриё теряет сознание от услышанного, а придя в себя, просит отца отпустить его в Париж к возлюбленной, но отец остаётся непреклонен к его мольбам и оставляет дома под строгим присмотром, где он и находится полгода.
Де Гриё вернулся в Париж после того как Тиберж уговорил его продолжить обучение с целью принятия пострига. Успешно изучая богословие, юноша провёл около года, стараясь не вспоминать и избегая Манон, однако после экзамена в Сорбонне де Гриё снова сходится с ней. Они вместе живут в доме в Шайо, в предместье Парижа на деньги от её связи с Б…, на которые молодые люди намереваются безбедно прожить несколько лет. Однако позже их дом в Шайо сгорает, и во время пожара исчезает сундучок с их деньгами. Де Гриё, зная её характер, чтобы не потерять любимую, решает скрыть от неё пропажу денег и занять их на первое время у Тибержа, который утешает его, настаивает на разрыве тягостной связи, но даёт де Гриё запрашиваемую сумму денег.

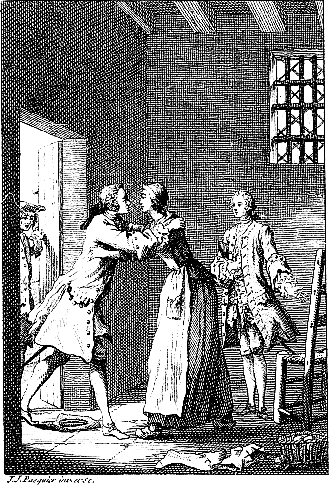
Свидание в Сальпетриере

 Манон знакомит де Гриё со своим братом, который служит в королевской гвардии, и тот уговаривает его поправить материальное положение за игровым столом, что ему успешно удаётся. На выигранные в карты деньги возлюбленные снимают в Париже дом — и снова начинается беспечная жизнь. Тиберж пытается образумить друга и предостеречь от новых превратностей судьбы. Позже прислуга воспользовалась доверчивостью хозяев и ограбила их. Брат Манон рассказывает им о г-не де Г… М…, старике, который платит за свои плотские удовольствия, не жалея денег, и советует сестре поступить к нему на содержание. «Старый волокита» приглашает девушку на ужин, на котором обещает ей вручить половину обещанного годового содержания. Манон спрашивает, может ли она привести на ужин своего младшего брата (имея в виду де Гриё), во время которого Манон со своим «братом» и деньгами сбегают. Г-н де Г… М…, поняв, что его одурачили, добивается ареста аферистов. Де Гриё был помещён в исправительную тюрьму Сен-Лазар, где узнав, что Манон находится в Сальпетриере, решается на побег из тюрьмы. 

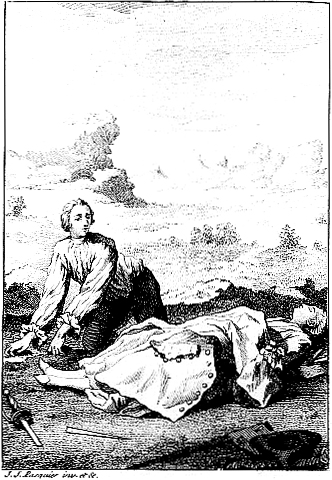
Смерть Манон Леско

При помощи её брата он оказывается на свободе и с целью освобождения Манон знакомится с сыном начальника исправительного приюта г-ном де Т…, который, растроганный историей их отношений, организовывает ему свидание с девушкой, которую он не видел три месяца. Увидев их страдания, им вызывается помочь стражник приюта, обговорив с г-ном де Т… детали побега, де Гриё на следующий день освобождает Манон.
Брата Манон встречает человек, который хочет отомстить ему за шулерство. Этот человек стреляет в него и убивает. Влюблённые бегут в Шайо. И снова Тиберж приходит на помощь де Гриё, предлагая ему деньги. К счастью, скандал удалось замять. Затем двое влюблённых находят подобие спокойствия.
Поселившись в Шайо, де Гриё снова начинает играть и жульничать. Со своей стороны, Манон остается верной и забавляется, обманывая итальянского принца, который ухаживает за ней. Однако судьба, кажется, преследует их. Приходит сын г-на де Г… М…, чтобы разделить их трапезу. Он влюбляется в Манон. Та вынашивает план вымогательства у него огромной суммы денег в отместку за его отца. Поэтому она встречается с сыном, но Манон не удаётся освободиться от этого романтического свидания. Такой цинизм возмущает кавалера, решившего отомстить. Он организовывает похищение молодого Г… M…, врывается в его отель, устраивает неверной Манон сцену ревности, которая заканчивается нежными излияниями.
Но де Гриё почувствовал «катастрофу». Лакей господина де Г… М… забил тревогу. Второй раз Манон и её возлюбленного сажают в тюрьму. В тюрьме Шатле де Гриё посещает его отец. Последний решительно упрекает сына в его поведении, но прощает его и делает всё, чтобы освободить его; отец де Гриё также хочет прогнать Манон и отправляет её в ссылку в Америку. Освободившись, де Гриё узнает ужасающие новости о ссылке Манон. Разрыв между отцом и сыном кажется окончательным. Отчаявшись после бесплодных попыток освободить Манон, де Гриё за определённую плату получает разрешение следовать за своей возлюбленной. Когда он встречает рассказчика в Пасси, у него больше нет денег, и он разлучается с любимой.
Де Гриё отправился добровольцем на борт корабля Миссисипской компании, который доставил Манон в Америку. Он лжёт капитану, что обвенчан с Манон и, благодаря покровительству капитана, окружает её своей заботой. После двух месяцев пути корабль прибывает в Новый Орлеан. Капитан сообщает губернатору о положении де Гриё и Манон. Губернатор встречает их тепло и находит им жильё. Манон благодарит де Гриё за доброту и говорит ему, что она изменилась. Уверенный в искренности и верности Манон, де Гриё счастливее, чем когда-либо, и двое влюблённых живут несколько месяцев в счастье и добродетели, после чего решают официально оформить свой союз перед церковью. Де Гриё признаётся губернатору, что он и Манон на самом деле ещё не женаты, и просит его одобрить их союз, причем последний сначала соглашается. Однако племянник губернатора Синнеле любит Манон. Узнав, что она свободна, он требует её от своего дяди, который встаёт на его защиту. Он тайно сражается на дуэли с де Гриё, который ранит его. Полагая, что он убил своего противника, де Гриё сбегает в пустыню с Манон, где она умирает (причина её смерти не указана; можно предположить, что она умирает от истощения или инфекционного заболевания). Де Гриё хоронит Манон и ложится на могилу, чтобы умереть.
Губернатор находит де Гриё, тот лечится и выздоравливает. Синнеле, поражённый благородством де Гриё (во время дуэли тот, разоружив Синнеле, отказался убивать его и начал поединок снова), добивается от дяди помилования своего соперника. Тиберж, отправившийся следом за другом, прибывает в Америку, чтобы убедить де Гриё вернуться во Францию. Они уезжают через девять месяцев после смерти Манон. Вернувшись во Францию, де Гриё узнаёт, что его отец умер от горя. Здесь, в Кале, происходит вторая встреча кавалера и рассказчика.

## Критика и восприятие
Сам автор в ответ на критику в безнравственности и запрет книги, в напечатанной анонимно статье, отмечая, что «сочинение обнажает все опасности, которые несет с собою распутство», писал про главных героев: «Хотя оба они весьма распутны, их жалеешь, ибо видишь, что их разнузданность происходит от слабоволия и от пыла страстей и что они к тому же внутренне сами осуждают свое поведение и признают, сколь оно предосудительно».
Жорж Санд в своём романе «Леоне Леони» (1834—1835), задуманном как своеобразное противопоставление сочинению аббата Прево, меняет взаимоотношения героев и показывает самоотверженную женскую любовь, страдающую от эгоизма и порочности героя.
Роман «Манон Леско» в романе Александра Дюма-сына «Дама с камелиями» играет очень важную роль, имеет множество отсылок и параллелей. Арман Дюваль воспринимает историю своих отношений с Маргаритой Готье через призму этого произведения и дарит его роман, а после её смерти повествователь покупает эту книгу на аукционе. В дарственной надписи Маргарита прямо сравнивается с Манон: «Маргарите смиренная Манон». Во вступительной статье к изданию романа в 1875 году писатель отмечает, что в повести Прево, как и во всяком совершенном произведении, ярко отразился дух эпохи, однако «Чувства, которые в ней описываются, и которые неотъемлемы от человеческого сердца, то есть от того, что пребывает вечно неизменным, останутся столь же правдивыми, но описываемые факты то и дело будут возмущать вас своим неправдоподобием». Дюма утверждает, что если отец де Гриё, Тиберж, развратные старики и прочие персонажи повести — яркие представители эпохи Регентства, то сама Манон — представляет собой вневременной тип: «Ты — юность, ты — чувственность, ты — вожделение, ты — отрада и вечный соблазн для мужчины. Ты даже любила — насколько может любить подобная тебе, то есть любила, желая получить от любви только удовольствие и выгоду. Едва только приходилось чем-нибудь пожертвовать — ты уклонялась от этого».
Мопассан в предисловии («История Манон Леско») к изданию 1885 года писал о героине романа, что она: «самая женственная из всех, простодушно-порочная, вероломная, любящая, волнующая, остроумная, опасная и очаровательная. В этом образе, полном обаяния и врожденного коварства, писатель как будто воплотил всё, что есть самого увлекательного, пленительного и низкого в женщинах. Манон — женщина в полном смысле слова, именно такая, какою всегда была, есть и будет женщина».
При рассмотрении романа «Преступление и наказание» В. В. Набоков отмечал, что именно от Манон ведут своё литературное происхождение те романтические героини (например, Соня Мармеладова): «которым не по своей вине пришлось жить вне установленных обществом рамок, и на которых общество взвалило всё бремя позора и страданий, связанных с их образом жизни. Эти героини никогда не переводились в мировой литературе с тех пор, как в 1731 г. добрый аббат Прево вывел их в образе Манон Леско гораздо более изысканном и потому более трогательном». Литературоведы отмечают влияние романа французского писателя, как напрямую, так и опосредованно через «Даму с камелиями», на роман Достоевского «Игрок». Так, Н. К. Данилова объединяет их на основе общности темы «губительной силы страстей, властвующих над человеком, если он не в состоянии противопоставить им свою твердую волю». В. Р. Гриб, характеризуя автора романа как «Один из зачинателей буржуазной литературы XVIII века», отмечал: «Прево можно считать истинным родоначальником и предшественником литературы о „ночной стороне души“, игравшей столь важную роль в XIX веке, начиная от романтиков и кончая Достоевским и его бесчисленными эпигонами в XX веке».

## Адаптации сюжета

### Оперы и балеты
- 1830 — «Манон Леско» (1830) — балет Жана Омера на музыку Фроманталя Галеви (Парижская опера).
- 1856 — «Манон Леско[англ.]» — трёхактная опера Даниэля Обера по либретто Эжена Скриба.
- 1884 — «Манон» (1884) — лирическая опера Жюля Массне по либретто Анри Мельяка и Филиппа Жиля.
- 1893 — «Манон Леско» — опера в 4 актах Джакомо Пуччини по либретто Луиджи Иллики, Джузеппе Джакозы, Руджеро Леонкавалло, Доменико Оливы и Марко Праги с участием Джакомо Пуччини и Джулио Рикорди.
- 1894 — «Портрет Манон[англ.]» — одноактная опера-пастиш Жюля Массне по либретто Жоржа Буайе.
- 1952 — «Бульвар Одиночество[англ.]» — одноактная лирическая опера Ханса Вернера Хенце на либретто Греты Вайль по пьесе Вальтера Йоккиша. Действие разворачивается в Париже после Второй мировой войны.
- 1974 — «Манон» — балет Кеннета Макмиллана на музыку, собранную из различных произведений Жюля Массне.

### Экранизации
- 1949 — «Манон» — фильм Анри Клузо с Сесиль Обри в главной роли.
- 1968 — «Манон 70» — фильм Жана Ореля с Катрин Денёв в главной роли.
- 1980 — «История кавалера де Гриё и Манон Леско» — фильм-спектакль Романа Виктюка.
- 2011 — «История кавалера де Гриё и Манон Леско» — фильм Габриэля Агиона.

## Публикации текста
- Прево А.-Ф. История кавалера де Грие и Манон Леско / Перевод М. А. Петровского под редакцией М. В. Вахтеровой ; изд. подгот. М. В. Вахтерова, Е. А. Гунст ; отв. ред. Е. А. Гунст. — М. : Наука, 1964. — Приложения. — 288 с. — (Литературные памятники / Академия наук СССР ; председатель редколлегии В. П. Волгин). — 125 000 экз.